# Trihapsis punctata
Trihapsis punctata là một loài tò vò trong họ Ichneumonidae.